# Uzos
Uzos település Franciaországban, Pyrénées-Atlantiques megyében. Lakosainak száma 851 fő (2022. január 1.). Uzos Aressy, Gelos, Mazères-Lezons és Rontignon községekkel határos.

## Népesség
A település népessége az elmúlt években az alábbi módon változott:
| Lakosok száma | 714  | 708  | 754  | 742  | 759  | 767  | 825  | 828  | 851  |
|               | 2013 | 2015 | 2016 | 2017 | 2018 | 2019 | 2020 | 2021 | 2022 |